# Mobile Suit Gundam Unicorn
Mobile Suit Gundam Unicorn (機動戦士ガンダムUC(ユニコーン)?, Kidō senshi Gandamu Yunikōn) è una serie di light novel dello scrittore giapponese Harutoshi Fukui, con disegni di Yoshikazu Yasuhiko e Hajime Katoki. È ambientata nello Universal Century della saga di Gundam. Nel 2010 ne è iniziata la trasposizione in una serie OAV di sei episodi e in un manga. Successivamente, in data 14 maggio 2012, è stata ufficialmente annunciata da Sunrise l'aggiunta di un settimo episodio alla serie OAV. In Italia l'OAV è stato pubblicato dalla Dynit.

## Trama
U.C. 0001 La colonizzazione dello spazio sta per dare inizio a una nuova era. Tuttavia, durante la cerimonia del cambio di calendario la colonia spaziale di Laplace, residenza ufficiale del Primo Ministro della Federazione Terrestre, viene ridotta in frantumi da un attacco terroristico. Un giovane di nome Syam Vist, entrato a far parte dei terroristi dopo essere caduto in miseria, viene coinvolto nell'esplosione, scoprendo la presenza di qualcosa tra le macerie.
U.C. 0096. La colonia manifatturiera Industrial 7 è in fase di completamento e fluttua nell'orbita di Lagrange Point 1. Un giovane di nome Banagher Links, cresciuto senza alcun ricordo di suo padre, incontra Audrey Burne, una misteriosa fanciulla imbarcata clandestinamente su una nave diretta verso la colonia. Mentre un misterioso Mobile Suit bianco viene sottoposto a innumerevoli test, i portavoce di Neo Zeon si infiltrano all'interno della colonia alla ricerca di qualcosa di importante. Banagher non sa ancora di essere stato coinvolto nelle oscure macchinazioni che circonderanno lo Scrigno di Laplace, e presto entrerà in contatto con quello che viene definito la chiave dello Scrigno, l'Unicorn Gundam.

## Media

### Light novel
Gundam Unicorn in Giappone è stato pubblicato a puntate dalla Kadokawa Shoten sulla rivista mensile Gundam Ace, dove è apparso la prima volta il 26 dicembre 2006; in seguito la storia è stata raccolta in undici volumi più un prologo in formato tankōbon. La sua pubblicazione è stata preceduta da un'intensa campagna di lancio della Bandai, forte anche di un trailer animato di circa un minuto.
| Nº | Giapponese 「Kanji」 - Rōmaji                    | Data di prima pubblicazione | Data di prima pubblicazione |
| Nº | Giapponese 「Kanji」 - Rōmaji                    | Giapponese |                             |
| 1  | 「ユニコーンの日(上)」 - Yunikōn no hi (jō)      | 21 settembre 2007 ISBN 978-4-04-713969-5                                                                                                |                             |
| 2  | 「ユニコーンの日(下)」 - Yunikōn no hi (ge)      | 21 settembre 2007 ISBN 978-4-04-713970-1                                                                                                |                             |
| 3  | 「赤い彗星」 - Akai suisei                       | 20 dicembre 2007 ISBN 978-4-04-715003-4                                                                                                 |                             |
| 4  | 「パラオ攻略戦」 - Parao kōryaku sen             | 24 aprile 2008 ISBN 978-4-04-715060-7 (ed. regolare) ISBN 978-4-04-715018-8 (ed. limitata)                                              |                             |
| 5  | 「ラプラスの亡霊」 - Rapurasu no bōrei           | 24 luglio 2008 ISBN 978-4-04-715084-3                                                                                                   |                             |
| 6  | 「重力の井戸の底で」 - Jūryoku no ido no soko de | 23 ottobre 2008 ISBN 978-4-04-715112-3                                                                                                  |                             |
| 7  | 「黒いユニコーン」 - Kuroi yunikōn               | 24 dicembre 2008 ISBN 978-4-04-715143-7                                                                                                 |                             |
| 8  | 「宇宙と惑星と」 - Sora to hoshi to              | 23 aprile 2009 (ed. regolare) 15 aprile 2009 (ed. limitata) ISBN 978-4-04-715229-8 (ed. regolare) ISBN 978-4-04-715197-0 (ed. limitata) |                             |
| 9  | 「虹の彼方に(上)」 - Niji no kanata ni (jō)      | 20 agosto 2009 ISBN 978-4-04-715286-1                                                                                                   |                             |
| 10 | 「虹の彼方に(下)」 - Niji no kanata ni (ge)      | 20 agosto 2009 ISBN 978-4-04-715287-8                                                                                                   |                             |
| 11 | 「不死鳥狩り」 - Fushichō kari                   | 26 marzo 2016 ISBN 978-4-04-103921-2 |                             |

### Manga
Un adattamento manga intitolato Mobile Suit Gundam Unicorn Bande Dessinée (機動戦士ガンダムUC(ユニコーン)バンデシネ?, Kidō Senshi Gandamu Yunikōn Bandeshine) è stato serializzato sulla rivista Gundam Ace della Kadokawa Shoten dal gennaio 2010 al dicembre 2016. Il manga è stato scritto da Fukui Harutoshi e illustrato da Kouzou Oomori. I vari capitoli sono stati raccolti in diciassette volumi tankōbon usciti tra il 26 luglio 2010 ed il 25 febbraio 2017.
| Nº | Data di prima pubblicazione                                     | Data di prima pubblicazione                                                 | Data di prima pubblicazione |
| Nº | Giapponese                                                      | Giapponese                                                                  |                             |
| -- | --------------------------------------------------------------- | --------------------------------------------------------------------------- | --------------------------- |
| 1  | 21 luglio 2010                                                  | ISBN 978-4-04-715491-9                                                      |                             |
| 2  | 24 novembre 2010                                                | ISBN 978-4-04-715567-1                                                      |                             |
| 3  | 23 marzo 2011                                                   | ISBN 978-4-04-715665-4                                                      |                             |
| 4  | 24 novembre 2011                                                | ISBN 978-4-04-120020-9                                                      |                             |
| 5  | 28 marzo 2012                                                   | ISBN 978-4-04-120212-8                                                      |                             |
| 6  | 22 giugno 2012                                                  | ISBN 978-4-04-120287-6                                                      |                             |
| 7  | 20 novembre 2012                                                | ISBN 978-4-04-120532-7                                                      |                             |
| 8  | 20 marzo 2013 (ed. regolare) 28 febbraio 2013 (ed. limitata)    | ISBN 978-4-04-120642-3 (ed. regolare) ISBN 978-4-04-120662-1 (ed. limitata) |                             |
| 9  | 21 settembre 2013                                               | ISBN 978-4-04-120844-1                                                      |                             |
| 10 | 25 gennaio 2014                                                 | ISBN 978-4-04-121036-9                                                      |                             |
| 11 | 10 giugno 2014                                                  | ISBN 978-4-04-121120-5                                                      |                             |
| 12 | 26 novembre 2014 (ed. regolare) 10 dicembre 2014 (ed. limitata) | ISBN 978-4-04-102462-1 (ed. regolare) ISBN 978-4-04-101933-7 (ed. limitata) |                             |
| 13 | 26 maggio 2015                                                  | ISBN 978-4-04-103079-0                                                      |                             |
| 14 | 26 dicembre 2015 (ed. regolare) 10 dicembre 2015 (ed. limitata) | ISBN 978-4-04-103778-2 (ed. regolare) ISBN 978-4-04-103103-2 (ed. limitata) |                             |
| 15 | 26 aprile 2016                                                  | ISBN 978-4-04-104149-9                                                      |                             |
| 16 | 26 ottobre 2016                                                 | ISBN 978-4-04-104875-7                                                      |                             |
| 17 | 25 febbraio 2017                                                | ISBN 978-4-04-105218-1                                                      |                             |

### Anime

Copertina del primo DVD dell'edizione italiana dell'anime

Nell'aprile 2009 la Bandai ne ha annunciato la trasposizione in un anime, in particolare un OAV di sei episodi di circa 60 minuti ciascuno. Dopo l'anteprima mondiale a Hong Kong il 6 febbraio, il 20 febbraio 2010 il primo episodio è stato proiettato in alcuni cinema di Tokyo, Osaka, Nagoya, Fukuoka e Sapporo, e distribuito in formato video per PS3 e PSP. Alla prima giapponese della proiezione del quinto episodio, Black Unicorn, la Sunrise ha poi annunciato l'aggiunta di un settimo episodio di 90 minuti. Dai 7 episodi dell'OAV sono poi stati ricavati 22 episodi di 20 minuti trasmessi in televisione in Giappone dal 3 aprile all'11 settembre 2016 con il titolo Mobile Suit Gundam Unicorn RE:0096 (機動戦士ガンダムユニコーン RE:0096?, Kidō senshi Gandamu Yunikōn RE:0096). La versione televisiva è stata trasmessa in simulcast in Italia da Crunchyroll.
Mobile Suit Gundam Unicorn
| Nº | Titolo italiano Giapponese 「Kanji」 - Rōmaji                                    | Prima edizione   | Prima edizione   |
| Nº | Titolo italiano Giapponese 「Kanji」 - Rōmaji                                    | Giapponese       | Italiano         |
| 1  | Il giorno dell'Unicorno 「ユニコーンの日」 - Yunikōn no hi                       | 20 febbraio 2010 | 22 febbraio 2012 |
| 2  | La Cometa Rossa 「赤い彗星」 - Akai suisei                                       | 12 novembre 2010 | 14 marzo 2012    |
| 3  | Il fantasma di Laplace 「ラプラスの亡霊」 - Rapurasu no bōrei                    | 5 marzo 2011     | 18 aprile 2012   |
| 4  | In fondo al pozzo della gravità 「重力の井戸の底で」 - Jūryoku no ido no soko de | 12 novembre 2011 | 23 maggio 2012   |
| 5  | Lo Unicorn Nero 「黒いユニコーン」 - Kuroi Yunikōn                               | 19 maggio 2012   | 1º novembre 2012 |
| 6  | Due mondi, due domani 「宇宙と地球と」 - Uchū to chikyū to                       | 2 marzo 2013     | 22 marzo 2013    |
| 7  | Al di là dell'Arcobaleno 「虹のかなたに」 - Niji no kanata ni                    | 6 giugno 2014    | 29 ottobre 2014  |

Mobile Suit Gundam Unicorn RE:0096
| Nº | Titolo italiano Giapponese 「Kanji」 - Rōmaji                                                 | In onda           | In onda |
| Nº | Titolo italiano Giapponese 「Kanji」 - Rōmaji                                                 | Giapponese        |         |
| 1  | Anno 0096: Partenza 「96年目の出発」 - Kyūjūroku-nenme no tabidachi                           | 3 aprile 2016     |         |
| 2  | Primo sangue 「最初の血」 - Saisho no chi                                                     | 10 aprile 2016    |         |
| 3  | Lo chiamavano Gundam 「それはガンダムと呼ばれた」 - Sore wa Gandamu to yobareta               | 17 aprile 2016    |         |
| 4  | Full Frontal all'inseguimento 「フル・フロンタル追撃」 - Furu Furontaru tsuigeki              | 24 aprile 2016    |         |
| 5  | Scontro con la Cometa Rossa 「激突・赤い彗星」 - Gekitotsu: Akai Suisei                       | 1º maggio 2016    |         |
| 6  | Sotto la maschera 「その仮面の下に」 - Sono kamen no shimo ni                                 | 8 maggio 2016     |         |
| 7  | Battaglia per la conquista di Palau 「パラオ攻略戦」 - Parao kouryakusen                      | 15 maggio 2016    |         |
| 8  | Laplace, il luogo dove tutto ebbe inizio 「ラプラス, 始まりの地」 - Rapurasu, hajimari no chi | 22 maggio 2016    |         |
| 9  | Retribution 「リトリビューション」 - Ritoribyūshon                                            | 29 maggio 2016    |         |
| 10 | Dalla Terra incandescente 「灼熱の大地から」 - Shakunetsu no daichi kara                      | 5 giugno 2016     |         |
| 11 | Scontro a Torrington 「トリントン攻防」 - Torinton kōbō                                       | 12 giugno 2016    |         |
| 12 | Una guerra personale 「個人の戦争」 - Kojin no sensō                                          | 26 giugno 2016    |         |
| 13 | Il soldato Banagher Links 「戦士, バナージ・リンクス」 - Senshi, Banāji rinkusu               | 3 luglio 2017     |         |
| 14 | La battaglia mortale dei due Unicorn 「死闘、二機のユニコーン」 - Shitō, ni-ki no Yunikōn     | 17 luglio 2016    |         |
| 15 | Coloro che attendono nello spazio 「宇宙(そら)で待つもの」 - Sora de matsu mono               | 24 luglio 2016    |         |
| 16 | La sfera di prosperità reciproca dei Side 「サイド共栄圏」 - Saido kyōeiken                   | 31 luglio 2016    |         |
| 17 | Il recupero della Nahel Argama 「奪還! ネェル・アーガマ」 - Dakkan! Neeru Āgama               | 7 agosto 2016     |         |
| 18 | Battaglia fatidica 「宿命の戦い」 - Shukumei no tatakai                                       | 14 agosto 2016    |         |
| 19 | Lo spazio s'illumina di nuovo 「再び光る宇宙」 - Futatabi hikaru uchū                         | 21 agosto 2016    |         |
| 20 | Lo Scrigno di Laplace 「ラプラスの箱」 - Rapurasu no hako                                     | 28 agosto 2016    |         |
| 21 | Fino ai confini del mondo 「この世の果てへ」 - Kono yono hate e                               | 4 settembre 2016  |         |
| 22 | Ritorno 「帰還」 - Kikan                                                                      | 11 settembre 2016 |         |

### Videogioco
Un videogioco d'azione sviluppato da FromSoftware e pubblicato da Namco Bandai uscì l'8 marzo 2012 per PlayStation 3 esclusivamente in Giappone.